# 蒙特讷夫
蒙特讷夫（法語：Monteneuf，法語發音：[mɔ̃t(ə)nœf]）是法国莫尔比昂省的一个市镇，属于瓦讷区。

## 地理
蒙特讷夫（47°52'22"N, 2°12'35"W）面积30.62 平方千米，位于法国布列塔尼大區莫尔比昂省，该省份为法国西北部沿海省份，位于布列塔尼半岛南部，北起阿摩尔滨海省、西接菲尼斯泰尔省，南濒大西洋，东南接大西洋卢瓦尔省，东临伊勒-维莱讷省。
与蒙特讷夫接壤的市镇（或旧市镇、城区）包括：波尔卡罗、盖尔、特雷阿勒、雷米尼亚克、欧冈、卡朗图瓦尔。

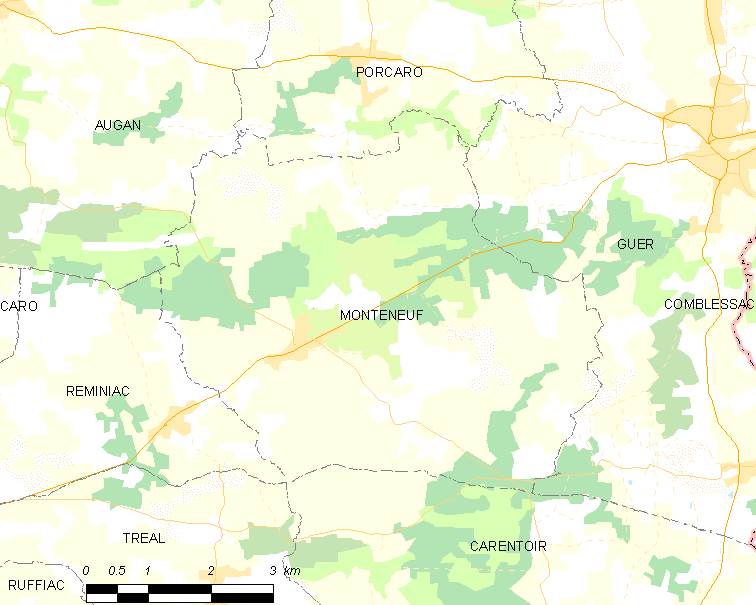
蒙特讷夫的OSM定位图

蒙特讷夫的时区为UTC+01:00、UTC+02:00（夏令时）。

## 行政
蒙特讷夫的邮政编码为56380，INSEE市镇编码为56136。

## 政治
蒙特讷夫所属的省级选区为盖尔县。

## 人口

1962-2008年间蒙特讷夫人口变化图示

蒙特讷夫于2022年1月1日时的人口数量为760人。